# Ninja Saga
Ninja Saga era un juego de rol para Facebook, basado en el manga Naruto y su temática ninja. Fue desarrollado por Emagist Entertainment Limited y lanzado en el año 2010. Su gran atractivo de ser un juego basado en Naruto, simple de jugar, y con un arte fiel a la obra, además de estar al alcance de todos, lo ha hecho muy popular.

## El Comienzo
Prólogo de Ninja Saga
Poderoso, majestuoso, sagrado, por generaciones las leyendas de los Cinco Guardianes se esparcieron por la tierra de los ninjas. Se dice que esos Guardianes poseen un poder inimaginable. Con sus cinco poderes combinados, es más que suficiente para destruir la tierra. La única prueba de la existencia de los Guardianes fue la época de la Gran Guerra Shinobi, una guerra que casi aniquiló a todos y cada uno de los clanes. Los Cinco Kages de las aldeas del Fuego, Tierra, Viento, Agua y Rayo usaron a sus Guardianes para traer paz a la tierra. Un evento histórico en el que todos contemplaron como los CInco Guardianes fueron convocados; La Flameada Llama de Ra, Medusa la Serpiente del Mar, Gran Viento Kabuto, Sodom de la Arena y el Rayo Simio Kong.
El fin de la guerra indica el fin de confiar el poder de los Guardianes. Los Kages acordaron sellar sus Guardianes en un pergamino sellador y mantenerlo oculto en templos construidos cerca de cada aldea. Diez años de paz pasarán, el cuento de los Guardianes será un tanto olvidado. Pero las sombras escondidas en la oscuridad quebrarán este silencio y una vez más intentarán traer caos a la tierra, robando los cinco pergaminos de las grandes aldeas. El destino de la tierra descansará en las manos de jóvenes ninjas de fuego que quedarán atrapados en este gran robo de pergaminos. ¿Será el ninja... tú?
El jugador deberá crear un avatar con el cual identificarse en el juego. 
Al comenzar, este personaje le robará uno de los pergaminos a un grupo de ninjas misteriosos. A partir de ese momento, deberás entrenar y perfeccionar tus habilidades para lograr ser un ninja y lograr tu mayor rango. El sistema de rangos es exactamente igual al de Naruto, y se divide en:
- Genin (nivel 1-20): Ninjas de más baja categoría. Sus misiones son de clase C, básicas y sencillas. En tus misiones puedes ir acompañado de amigos que formarán equipos de hasta tres contigo, aunque es opcional.
- Chūnin (nivel 20-40): Ninjas de categoría media. Al llegar al nivel 20, todos los Genin pueden tomar el examen Chūnin, el cual consta de tres partes: una parte escrita, una parte de lucha contra otros ninjas, y la última parte que es la invasión a la aldea, donde debes protegerla junto a tus compañeros y maestros. Al lograrlo, consigues el título de Chūnin . Sus misiones asignadas pueden llegar a ser hasta del tipo B, cuya peligrosidad y riesgo es mayor.
- Jōnin: (nivel 40- en adelante): Ninjas de alta categoría. Al igual que los Chūnin, los Jōnin logran este título al pasar una serie de pruebas conocido como examen Jōnin. Por su experiencia y poder, se les conceden las misiones de clase A, las más peligrosas y letales.

## Elementos
Cada ninja tiene un elemento que es su naturaleza. Al comenzar y crear nuestro personaje, se puede elegir entre los cinco que representan a los Guardianes:
- Fuego: Mayor fortaleza.
- Agua: Mayor poder de regeneración.
- Tierra: Mayor protección en la batalla.
- Rayo: Mayor golpe crítico.
- Viento: Mayor agilidad.

## Personajes
Protagonista: El personaje creado por el usuario. Cada cuenta puede crearse hasta 3 personajes diferentes, cada uno con su propia historia. Se comienza el camino ninja desde lo más básico hasta perfeccionarse en las artes más complejas y llegar al rango mayor.
Shin Sensei: El Sensei que nos ayudará y nos entrenará durante el juego. Es una parodia de Kakashi Hatake.
Hokage Yudai: Es el líder de la Villa de Fuego. Es conocido por su sabiduría y su gran poder. Tiene tres hermanos:  Ken, Aniki y Vadar. También tiene una esposa, con la que tiene un hijo.
Ken: Hermano del Hokage. Se sospecha de sus relaciones con las artes oscuras, ya que es experto en el  Kinjutsu de marionetas de muertos.
Aniki: Segundo hermano del Hokage. Traiciona a la Villa de Fuego.
Vadar: Tercer hermano del Hokage. Ataca a la aldea durante los exámenes Jōnin junto a los "Yami".
Norobi: Hijo de Hokage Yudai.
Ryu: Jōnin especializado en  Taijutsu. Es el Sensei de Lok Li.
Kojima: Ninja renegado que atacó a la Villa junto con Aniki durante los exámenes Jōnin.  Es una parodia de Orochimaru, de Naruto, y Hideo Kojima, productor de videojuegos. Regresa tiempo después buscando venganza.
Kara: Personaje parodia de Gaara. Sus compañeros, Kanku y Sukuri, son también parodias de los compañeros de Gaara.
Yuuhi: Es la Sensei que nos tomará la primera parte escrita del examen Chūnin.
 ROCK LEE: Es un obstinado ninja Genin que conoceremos en el examen Chūnin.

## Jugabilidad
El juego usa el motor de Flash Player, lo cual le da una animación simple y tiene una interfaz sencilla, que lo diferencia de otros juegos de rol, y de los demás juegos de su mismo tipo para consola, manteniendo un estilo de arte similar al del anime de Naruto. Al ser un juego para Facebook, tiene una lista de los personajes de amigos, se puede luchar contra ellos, e incluso es necesaria su ayuda en ciertas misiones.
A modo general, se tiene la vista de la Villa de Fuego. Desde allí se puede ingresar a los distintos establecimientos disponibles e interactuar con los personajes.
El sistema de combate es por turnos. En cada turno, podemos usar las habilidades aprendidas o bien las armas que tengamos disponibles, para vencer a nuestros oponentes. Los ataques que usan chakra disminuyen la barra de esta energía, mientras que los ataques con armas o puramente físicos, logran aumentarla.
Por supuesto, también existe el dinero, necesario para la economía y para comprar artículos. Como todo juego de Facebook, Ninja Saga posee dos tipos de monedas: una moneda común y otra especial.
Oro: La moneda común de la aldea. Cada misión que logramos nos recompensa con oro. También se puede pagar con dinero real por conseguir más.
Token: La moneda especial de la aldea. Solo se puede conseguir de forma limitada, pagando con dinero real, o bien participando en la Ruleta de la Suerte Diaria, que permite entre varios premios, conseguir tokens. Estas monedas azules sirven para comprar cosas especiales.

## Cuentas
Cada usuario de Facebook puede crear más de un personaje, cada uno con su propia historia y progreso. También se puede borrarlos, lo cual por supuesto, elimina el progreso alcanzado por cada uno. Cada cuenta puede ser de dos tipos:
Común: Tiene todas las opciones básicas, y en general, puede comprar y aprender casi todo en el juego. Hasta tres ninjas puede tener consecutivamente.
Premium: Al pagar se consigue el Emblema Ninja, que lo reconoce como usuario Premium. Esto permite tener hasta seis ninjas consecutivos en la cuenta, conseguir habilidades especiales, y comprar artículos llamativos. Muchos programas de hack se crearon para poder conseguir este tipo de cuenta.

## Armas
Las armas de los ninjas son muy importantes. Es por eso que desde el comienzo tendremos un arma y podremos conseguir nuevas en la Tienda, mejorando así el ataque.
- Kunai: El arma principal ninja. La tendremos al comenzar el juego.

## Aldeas
Existen varias aldeas que forman parte del mapa del juego.
- Aldea del Fuego
- Aldea del Rayo
- Aldea del Viento
- Aldea de la Tierra
- Aldea del Agua
- Aldea de Flores
- Aldea de la Lluvia
- Aldea Shinobi (exclusivo versión Móvil)
- Aldea de la Nieve
- Aldea Tóxica

Las principales aldeas cuentan con las siguientes locaciones:
- Academia: El lugar para aprender nuevas habilidades y perfeccionarlas.
- Batalla: Las puertas de entrada y salida de la aldea, donde puedes elegir que tipo de lucha tener.
- Sala de Misiones. El lugar donde el Hokage asigna misiones a los ninjas, según su rango.
- Arena: El lugar predilecto para luchas PvP, y probarse a sí mismo.
- Tienda. Donde se puede comprar nuevos artículos para el personaje. Desde aquellos que mejoran nuestras habilidades, como las armas, hasta aquellos puramente decorativos.
- Casa de Quimeras: El salón donde se asignan misiones especiales que consisten en matar monstruos excepcionalmente fuertes.
- Ayuntamiento: Permite al usuario ver sus trofeos y convertir su cuenta a premium.
- Clan: El usuario puede crear un clan o unirse a uno ya creado. Este le ayudará en sus misiones y luchar contra otros clanes por lograr ser el mejor de la VIlla de Fuego.
- Tienda de Clan: Permite comprar artículos relacionados con nuestro clan.
- Centro de Mascotas: Aquí podemos comprar animales que nos ayudarán en nuestras batallas.

## Versión Móvil
Desde el año 2011 existe una versión para dispositivos móviles IOS, y desde 2012 para Android. Difieren en varios aspectos con la versión original. En cierta forma, y por su historia, se pueden considerar una secuela.
Requerimientos: iOS: Compatible con iPhone, iPod touch, y iPad. Android: Android 2.2 en adelante(excepto dispositivo Samsung Galaxy Y S5360)

### iTunes
Historia
En la tierra Shinobi, tú acabas de graduarte de la academia y empiezas tu nueva vida como un ninja. Desafortunadamente, tu aldea hogar está bajo ataque por una misteriosa fuerza. ¡Tu aldea está en peligro! ¿Puedes averiguar la causa y salvar a tu aldea? Prepárate y comienza un nuevo viaje a tu definitiva misión.

### Google Play
Historia
El mundo Shinobi está ahora al borde del caos y la destrucción después del asedio de una malvada fuerza misteriosa.En estos tiempos desesperados, un héroe debe surgir para embarcarse en un traicionero viaje para derrotar a las fuerzas malignas y proteger el mundo del olvido. Nacidos de las cenizas de la ultima Gran Guerra, unos jóvenes ninjas viajarán por este caótico mundo con una ambición... convertirse en el Ninja de los ninjas para restaurar la paz a este mundo.